# سهى العزاوي
الدكتورة سهى سعيد محمد العزاوي وهي سياسية عراقية، كانت عضوة في لجنة كتابة الدستور العراقي ورئيسة جمعية سميراميس للدفاع عن حقوق المرأة.
شغلت منصب عضوة في الجمعية الوطنية الانتقالية المؤقتة عامي 2004 و2005، وشغلت منصب عضو في متابعة شؤون الانتخابات.
حاصلة على شهادة الماجستير في العلوم السياسية من جامعة بغداد، وكذلك شهادة الدكتوراه في الفكر السياسي من جامعة بغداد عن بحثها «العنف والإرهاب، دراسة تحليلية في الاطروحات الغربية والعربية الإسلامية».